# Publio de Tommasi
Publio de Tommasi (Roma, 1848 – 1914) è stato un pittore e acquerellista italiano.

## Biografia
Publio de Tommasi si è formato all'Accademia di Belle Arti di Roma e ha insegnato alla Scuola municipale d'Arte di Roma. Ebbe come allievo Alberto Carosi che è stato uno del XXV della Campagna romana. De Tommasi fu apprezzato, in particolare dagli inglesi del Grand Tour, per le scene di genere che realizzava in costume e che ambientava, sia in interni sia in esterni, scegliendo luoghi evocativi, come vecchie stradine e antiche fontane con donne in costume da ciociara, fumose trattorie con personaggi in abiti seicenteschi, sontuose sale in palazzi patrizi con prelati e cardinali. Erano rappresentazioni un po' teatrali (le donne erano sempre bellissime) ma ricche di figure e precise nei dettagli. All'olio predilesse l'acquerello, di più gradevole effetto e di più semplice cromatismo.

### Mostre
Espose a Milano nel 1881 "Una partita a scacchi", ambientata in una taverna; a Roma nel 1883 presentò "Disillusione" e "La Favola", in cui rappresentò una donna anziana circondata da bambini; all'Esposizione Nazionale di Torino del 1884 espose "I regali di nozze". Entrò nell'Associazione degli Acquarellisti romani che riuniva gli artisti più rappresentativi che ad inizio Novecento, a Roma, sceglievano di esprimersi con la tecnica dell'acquarello. Opere di Publio de Tommasi sono oggi conservate nei Musei di Melbourne e di Sydney.

### Opere
- Ciociara che suona il tamburella in piazza Santa Maria in Cosmedin
- Pastore con gregge
- Ragazza che legge la lettera
- Alla fontana, acquarello
- Suonatore di tromba, acquarello
- Scena di famiglia in interni, acquarello
- Stradina romana, acquarello
- Strada di Olevano, olio
- La serenata, acquarello
- Due giovani, acquarello
- Musica spagnola, acquarello
- Donne che pregano in chiesa, acquarello
- Alla fontana, 1878
- Notizie da casa, 1881, acquarello
- Donna che dà il mangime alle galline, 1882, acquarello e grafite su carta
- Giovane popolana, 1882, acquarello
- Una partita a scacchi, 1882, acquarello
- La favola, 1883, acquarello
- La conversazione, 1883, acquarello
- Interno con suora pittrice e cardinale, acquarello, 1885
- Saltimbanchi, 1886, acquarello e tempera su carta
- Ritorno dai campi, 1886, acquarello
- Gioco di dadi alla taverna, 1888, olio
- Interno di taverna, olio, firmato "Publio De Tommasi Roma 88"
- Ragazza, 1894, acquarello